# Sport Club Corinthians Paulista (futebol feminino)
O Corinthians Feminino é a equipe de futebol feminino do Corinthians, clube multiesportivo localizado na cidade de São Paulo. Atua normalmente como mandante no Estádio Alfredo Schürig e, nas principais partidas, na Neo Química Arena.
A equipe, iniciada em 1997 e desativada por alguns anos, foi restabelecida em 2016 numa parceria com o Audax. Ressumiu gestão própria a partir de 2018, tendo sido, desde então, uma das principais forças do futebol feminino nacional. Conquistou 5 vezes a Copa Libertadores da América, 6 vezes o Campeonato Brasileiro, 1 vez a Copa do Brasil e 4 vezes o Campeonato Paulista.

## História

### Primórdios
Fundada em 1997, a equipe de futebol feminino do Sport Club Corinthians Paulista é uma das mais bem sucedidas da América latina da atualidade. Porém, ela passou por diversos períodos de instabilidade, operando de forma irregular, e sendo desativada no biênio 2008-09. Uma das principais jogadoras do período inicial da equipe foi a Milene Domingues, conhecida como a rainha das embaixadinhas, que ficou no clube de 1997 até 2001, quando se transferiu para o futebol europeu.

### Parceria
A modalidade ficou paralisada por sete anos até 2016, e durante esse período outras equipes dos futebol paulista como o Santos e o São José se mantiveram competitivas e bem sucedidas com títulos nacionais e internacionais. Com o sucesso dos rivais e o potencial da modalidade a ser explorado, o Corinthians anunciou o retorno à categoria no dia 27 de janeiro de 2016, através de uma parceria com o Grêmio Osasco Audax. A parceria durou dois anos e estabeleceu as primeiras grandes conquistas do time. Em 2016, a equipe foi campeã da Copa do Brasil pela primeira vez e garantiu a classificação para a Copa Libertadores de 2017, na qual foi campeã de forma invicta ao vencer o Colo-Colo nos pênaltis, com grande atuação da goleira Lelê. Com o título, o Corinthians igualou o Santos ao ser campeão tanto da Libertadores Masculina como da Feminina. No fim do mesmo ano, a parceria com o Audax se encerra e o time feminino do Corinthians passou a ter gestão própria.

### Gestão própria e consolidação
Após o fim da parceria em 2017, a gestão da equipe a partir de 2018 ficou a cargo da diretora Cris Gambaré, ex-conselheira do clube, assumindo a responsabilidade continuar a evolução da modalidade. Logo no início do ano, Cris deixou o cargo de conselheira para se dedicar ao cargo de diretora do futebol feminino. Em entrevista ao ESPN, Cris comenta que “foi pedido para mim em 2015 a formatação do contexto do futebol e aí nós fizemos a parceria com o Audax. Mas como gestão própria, eu sai do conselho para assumir 100%”. O Corinthians perdeu o direito de disputar a Copa Libertadores de 2018, cuja vaga ficou com o Audax. Todavia, a comissão técnica comandada por Arthur Elias e boa parte do elenco foram mantidos, incluindo jogadoras de destaque na campanha do ano anterior como Pardal, Grazi, Gabi Nunes e Lelê. O time se reforçou com as chegadas de Gabi Zanotti, Adriana, Érika e Diany. Outra novidade foi o retorno da ex-jogadora Milene Domingues, agora como embaixadora do futebol feminino do clube. Os reforços aumentaram a competitividade do time e foram primordiais na conquista do Campeonato Brasileiro de 2018, batendo o Rio Preto nas finais com placar agregado de 4 à 0. O futebol ofensivo do time foi um dos pontos fortes da equipe. Ao todo, foram 15 vitórias, 4 empates e apenas 1 derrota no torneio. A equipe também chegou a final do estadual de 2018, mas perdeu a final para o Santos. No fim da temporada, o Corinthians inaugurou o memorial destinado ao futebol feminino no Parque São Jorge, para expor as conquistas da modalidade.
Para a temporada de 2019, o time manteve a maior parte do elenco, mas perdeu a meio-campista Ana Vitória e a lateral-esquerda Yasmim. A fim de fortalecer o elenco, o Corinthians contratou mais jogadoras. O clube trouxe a lateral-esquerda Tamires, a zagueira Mônica, a atacante Giovanna Crivelari, e as meias Maiara e Victoria Albuquerque. Contudo, a equipe teve baixas importantes, perdendo Gabi Nunes, Diany e Adriana em função de lesões. A zagueira Mônica, contratada junto aos demais reforços no começo do ano, rescindiu o contrato e deixou o Corinthians após quatro meses de contrato. Ao longo da temporada, o time conseguiu uma sequência de 34 vitórias seguidas, feito nunca antes alcançado no futebol (masculino ou feminino), chegando assim nas finais do Campeonato Brasileiro, do Campeonato Paulista e da Libertadores. No nacional, o time ficou com o vice campeonato, após perder o título para a Ferroviária, nos pênaltis, após dois empates. Por outro lado, na competição continental, o Corinthians se sagrou bicampeão da Libertadores, ao bater a mesma Ferroviária, pelo placar de 2 à 0. No estadual, o time bateu o São Paulo pelo placar agregado de 4 à 0, e conquistou o título pela primeira vez em sua história. No segundo jogo da final, realizado na Arena Corinthians, foi batido o recorde de público de um jogo de futebol feminino no Brasil: 28.609.
Em 2020, o Corinthians anunciou que todas as jogadoras do seu time feminino teriam seus contratos profissionalizados, sendo o primeiro clube da América do Sul a fazer tal feito. Segundo o diretor jurídico do clube, Fábio Trubilhano, o Corinthians busca trazer "padronização e equidade no tratamento jurídico e contratual do futebol profissional feminino e masculino". Com o possível fortalecimento no ano, o Corinthians não mediu esforços para manter o time de 2019 e trazer mais reforços para continuar competitivo na modalidade. O grande destaque foi a contratação de Andressinha, meia que estava no Portland Thorns FC dos Estados Unidos. O clube também trouxe a lateral da seleção brasileira Poliana, que estava no São José, as atacantes Gabi Portilho e Pamela, que estavam no 3B da Amazônia e Yunnan Hengjun Belian respectivamente. Apesar dos esforços para manter o elenco, o clube perdeu a atacante Millene para o Wuhan Xinjiyuan, da China. Ela chegou a retornar ao clube paulista durante a pandemia de Covid-19 através de empréstimo, mas como os campeonatos nacionais permaneceram paralisados e o clube chinês solicitou o retorno da jogadora no dia 16 de junho, a atleta não teve tempo para jogar novamente pelo Corinthians. Após o jogo contra o São Paulo pelo Campeonato Brasileiro, o clube paralisou as atividades no dia 17 de março em função do alto número de casos de Covid-19, adiando assim o jogo contra a 
Ferroviária na fazendinha. As atividades permaneceram suspensas até o fim de julho, retornando a partir do dia 29 com testes em todo o elenco e comissão técnica. Após uma temporada no Benfica, a lateral Yasmim retorna ao clube no dia 10 de agosto. Desfalques durante boa parte do ano anterior em virtude de lesões, a volante Diany e as atacantes Adriana e Gabi Nunes reforçam a equipe nesta temporada. Assim como em 2019, a equipe volta a fazer uma ótima campanha na primeira fase do Campeonato Brasileiro, com 14 vitórias e apenas uma derrota. No decorrer da competição, o Corinthians deixou para trás Grêmio e Palmeiras para enfrentar o Avaí/Kindermann na final, empatando o primeiro jogo em 0 à 0 e vencendo o segundo por 4 à 2, tornando-se, ao lado da Ferroviária, bicampeão da competição. O título também foi celebrado por ser o primeiro conquistado na Neo Química Arena, antiga Arena Corinthians. Em dezembro, a equipe conquistou o inédito bicampeonato estadual, ao bater a Ferroviária na final por 8 à 1 no agregado.
No ano de 2021, o Corinthians teve um começo avassalador, terminando em primero lugar na classificação geral da primeira fase do Campeonato Brasileiro, com apenas uma derrota. Na fase mata a mata, foram incríveis 6 vitórias em 6 partidas, contra Avái Kindermann (quartas), Ferroviária (Semifinal) e Palmeiras (final), conseguindo assim o bicampenato consecutivo e o tricampeonato do clube na história do torneio. O clube também conquistou a terceira Libertadores e o terceiro estadual, obtendo assim a inédita tríplice coroa.
Em 2022, a equipe conquistou o inédito título da Supercopa do Brasil e foi eleito como o 7° melhor clube do mundo em 2021 pela IFFHS. A invencibilidade do Corinthians na história da Copa Libertadores acabou em 13 de outubro de 2022, após 23 partidas, as Brabas perderam pela primeira vez na competição para o Deportivo Cali, da Colômbia, no estádio Pozo Ripalda, em Quito, no Equador, em jogo válido pela primeira rodada do Grupo A. Na fase eliminatória, o clube não conseguiu repetir as boas atuações da temporada anterior e acabou sendo eliminado da competição sul-americana ao perder por 2 à 1 para o Boca Juniors. Mesmo sofrendo com inúmeras lesões e baixas nos elenco, a equipe conquistou três dos cinco campeonatos disputados, incluindo o tetra do Campeonato Brasileiro e a inédita Copa Paulista.

### Quádrupla coroa e fim das eras Arthur Elias e Cris Gambaré
No ano de 2023, o clube se tornou o primeiro a vencer quatro títulos em uma mesma temporada na modalidade: a Supercopa do Brasil, o Campeonato Brasileiro, a Libertadores e o Campeonato Paulista. Foi eleito 3° melhor clube do mundo pela IFFHS nesse ano, novamente o melhor do continente americano. Foi também o ano de despedida do técnico Arthur Elias do comando da equipe, sendo o escolhido para assumir a Seleção Brasileira após a demissão de Pia Sundhage. O treinador dirigiu o Corinthians até a vitória na final da Libertadores contra o Palmeiras, com Rodrigo Iglesias dirigindo o time nas finais do Paulista, conquistando o título em cima do São Paulo, com um placar agregado de 5 à 3. Após o fim do campeonato paulista, o clube anunciou Lucas Piccinato como novo treinador da equipe.
No ano de 2024, o Corinthians iniciou o ano levantando a taça da Supercopa do Brasil sobre o Cruzeiro, conseguindo assim o tricampeonato. Após a vitória por 3-0 sobre o Grêmio na estreia no Brasileirão no dia 18 de março, dois dias depois, no dia 20, foi anunciado que Cris Gambaré estava deixando o Corinthians para assumir o cargo de coordenadora técnica das Seleções Femininas da CBF, encerrando um trabalho de 11 anos na equipe paulista. Sua substituta é Iris Sesso, que trabalha no clube desde 2020.

## Recordes
Em 18 de Setembro de 2019, a equipe alcançou o feito de 34 vitórias consecutivas, um recorde mundial, entre times masculinos e femininos. Antes, o recorde mundial pertencia ao time masculino The New Saints, do País de Gales, com 27 vitórias consecutivas. No futebol brasileiro, o recorde pertencia anteriormente ao time masculino do Coritiba, foram 24 resultados positivos em 2011.
O feito foi reconhecido momentaneamente pelo Guinness World Records. No entanto, uma sequência anterior da equipe feminina do Olympique Lyonnais, com 48 vitórias consecutivas não havia sido reconhecida. O clube francês detém o atual recorde do Guinnees. Apesar da sequência de vitórias ter sido interrompida, o clube permaneceu 48 jogos sem perder; contudo, a invencibilidade da equipe terminou após um revés para o São Paulo em 29 de fevereiro de 2020.

## Títulos
| HONRARIAS                       | HONRARIAS                                       | HONRARIAS | HONRARIAS                                                    |
|                                 | Competição                                      | Títulos   | Temporadas                                                   |
| ------------------------------- | ----------------------------------------------- | --------- | ------------------------------------------------------------ |
|                                 | Tríplice Coroa                                  | 2         | 2021 e 2024                                                  |
|                                 | Quádrupla Coroa                                 | 1         | 2023                                                         |
|                                 | 4º Lugar - Ranking Mundial de Clubes IFFHS 2023 | 1         | Condecoração outorgada pela IFFHS em 05 de Novembro de 2023. |
|                                 | 3º Lugar - Ranking Mundial de Clubes IFFHS 2023 | 1         | Condecoração outorgada pela IFFHS em 06 de Janeiro de 2024.  |
| CONTINENTAIS                    |                                                 |           |                                                              |
|                                 | Competição                                      | Títulos   | Temporadas                                                   |
| Trofeo de Libertadores Femenina | Copa Libertadores da América                    | 5         | 2017, 2019, 2021, 2023 e 2024                                |
| NACIONAIS                       |                                                 |           |                                                              |
|                                 | Competição                                      | Títulos   | Temporadas                                                   |
|                                 | Campeonato Brasileiro                           | 6         | 2018, 2020, 2021, 2022, 2023 e 2024                          |
|                                 | Supercopa do Brasil                             | 3         | 2022, 2023 e 2024                                            |
|                                 | Copa do Brasil                                  | 1         | 2016                                                         |
| ESTADUAIS                       |                                                 |           |                                                              |
|                                 | Competição                                      | Títulos   | Temporadas                                                   |
|                                 | Campeonato Paulista                             | 4         | 2019, 2020, 2021 e 2023                                      |
|                                 | Copa Paulista                                   | 1         | 2022                                                         |
| TOTAL                           |                                                 |           |                                                              |
|                                 | Competição                                      | Títulos   | Descrição                                                    |
|                                 | Titulos Oficiais                                | 20        | 5 Continentais, 10 Nacionais e 5 Estaduais                   |

### Categorias de Base
| NACIONAIS | NACIONAIS                    | NACIONAIS | NACIONAIS  |
|           | Competição                   | Títulos   | Temporadas |
| --------- | ---------------------------- | --------- | ---------- |
|           | Campeonato Brasileiro Sub-16 | 1         | 2021       |
| ESTADUAIS |                              |           |            |
|           | Competição                   | Títulos   | Temporadas |
|           | Festival Paulista Sub-14     | 1         | 2023       |
|           | Campeonato Paulista Sub-15   | 1         | 2023       |

### Outras conquistas
- Rosario Cup: 2018

 Título invicto

## Estatísticas

### Participações em competições
|  | Participações em 2025 |

| Torneio   | Torneio                      | Temporadas | Melhor campanha                               | Estreia | Última |
| --------- | ---------------------------- | ---------- | --------------------------------------------- | ------- | ------ |
| São Paulo | Campeonato Paulista          | 14         | Campeão (2019, 2020, 2021 e 2023)             | 1997    | 2024   |
| Brasil    | Campeonato Brasileiro        | 9          | Campeão (2018, 2020, 2021, 2022, 2023 e 2024) | 2016    | 2024   |
| Brasil    | Supercopa do Brasil          | 4          | Campeão (2022, 2023 e 2024)                   | 2022    | 2025   |
| Brasil    | Copa do Brasil               | 2          | Campeão (2016)                                | 2008    | 2025   |
|           | Copa Libertadores da América | 7          | Campeão (2017, 2019, 2021, 2023 e 2024)       | 2017    | 2024   |

### Campanhas de destaque
| Sport Club Corinthians Paulista       | Sport Club Corinthians Paulista         | Sport Club Corinthians Paulista | Sport Club Corinthians Paulista | Sport Club Corinthians Paulista |
| Torneio                               | Campeão                                 | Vice-campeão                    | Terceiro colocado               | Quarto colocado                 |
| ------------------------------------- | --------------------------------------- | ------------------------------- | ------------------------------- | ------------------------------- |
| Copa Libertadores da América          | 5 (2017, 2019, 2021, 2023 e 2024)       | 0 (não possui)                  | 1 (2020)                        | 0 (não possui)                  |
| Campeonato Brasileiro                 | 6 (2018, 2020, 2021, 2022, 2023 e 2024) | 2 (2017 e 2019)                 | 0 (não possui)                  | 0 (não possui)                  |
| Campeonato Brasileiro Sub-18 / Sub-20 | 0 (não possui)                          | 1 (2021)                        | 0 (não possui)                  | 0 (não possui)                  |
| Campeonato Brasileiro Sub-16 / Sub-17 | 1 (2021)                                | 0 (não possui)                  | 0 (não possui)                  | 0 (não possui)                  |
| Supercopa do Brasil                   | 3 (2022, 2023 e 2024)                   | 1 (2025)                        | —                               | —                               |
| Copa do Brasil                        | 1 (2016)                                | 0 (não possui)                  | 0 (não possui)                  | 0 (não possui)                  |
| Campeonato Paulista                   | 4 (2019, 2020, 2021 e 2023)             | 2 (2018) e (2024)               | 4 (1997, 2001, 2016 e 2017)     | 2 (2008 e 2009)                 |
| Campeonato Paulista Sub-20            | 0 (não possui)                          | 0 (não possui)                  | 1 (2022)                        | 0 (não possui)                  |
| Campeonato Paulista Sub-17            | 0 (não possui)                          | 1 (2021)                        | 1 (2023)                        | 1 (2022)                        |
| Campeonato Paulista Sub-15            | 1 (2023)                                | 0 (não possui)                  | 0 (não possui)                  | 0 (não possui)                  |

### Maiores artilheiras
Última atualização: 24 de junho de 2025

A partir da temporada 2016
| Pos. | Jogadora        | Período                  | Gols |
| ---- | --------------- | ------------------------ | ---- |
| 1°   | Vic Albuquerque | 2019 -                   | 118  |
| 2°   | Grazi           | 2016 - 2023              | 78   |
| 3º   | Gabi Nunes      | 2016 - 2021              | 77   |
| 4°   | Gabi Zanotti    | 2018 -                   | 73   |
| 5º   | Adriana         | 2018 - 2022              | 72   |
| 6º   | Millene         | 2018 - 2019, 2022 - 2024 | 71   |
| 7º   | Jheniffer       | 2021 - 2024              | 60   |
| 8º   | Byanca Brasil   | 2016 - 2017              | 45   |
| 9º   | Crivelari       | 2019 - 2021              | 37   |
| 10°  | Tamires         | 2019 -                   | 36   |

### Maior número de partidas
Última atualização: 24 de junho de 2025

A partir da temporada 2016
| Pos. | Jogadora        | Período                  | Partidas |
| ---- | --------------- | ------------------------ | -------- |
| 1º   | Grazi           | 2016 - 2023              | 258      |
| 2º   | Paulinha        | 2016 -                   | 247      |
| 3º   | Yasmim          | 2017 - 2018, 2020 - 2024 | 236      |
| 4º   | Gabi Zanotti    | 2018 -                   | 225      |
| 5º   | Vic Albuquerque | 2019 -                   | 224      |
| 6º   | Tamires         | 2019 -                   | 187      |
| 7º   | Pardal          | 2016 - 2021              | 186      |
| 8º   | Katiuscia       | 2018 - 2023              | 184      |
| 9º   | Lelê            | 2016 - 2020, 2022 -      | 164      |
| 10º  | Millene         | 2018 - 2019, 2022 - 2024 | 162      |

### Histórico por temporada (2016 - 2024)
| Temporada | J   | V   | E  | D  | A%    | GM   | GC  | SG   | T  |
| --------- | --- | --- | -- | -- | ----- | ---- | --- | ---- | -- |
| 2024      | 44  | 35  | 5  | 4  | 83,33 | 110  | 36  | +74  | 3  |
| 2023      | 45  | 38  | 4  | 3  | 87,40 | 157  | 23  | +134 | 4  |
| 2022      | 43  | 31  | 6  | 6  | 76,74 | 107  | 30  | +77  | 3  |
| 2021      | 42  | 37  | 3  | 2  | 90,47 | 143  | 25  | +118 | 3  |
| 2020      | 38  | 32  | 4  | 2  | 87,71 | 137  | 19  | +118 | 2  |
| 2019      | 47  | 43  | 3  | 1  | 93,61 | 145  | 19  | +126 | 2  |
| 2018      | 42  | 33  | 7  | 2  | 84,12 | 114  | 28  | +86  | 1  |
| 2017      | 47  | 35  | 7  | 5  | 79,43 | 149  | 23  | +126 | 1  |
| 2016      | 36  | 21  | 10 | 5  | 67,59 | 99   | 33  | +66  | 1  |
| TOTAL     | 383 | 304 | 49 | 30 | 83,63 | 1157 | 235 | +922 | 20 |

V: Vitórias, E: Empates, D: Derrotas, A: Aproveitamento, GM: Gols marcados, GC: Gols contra, SG: Saldo de Gols, T: Títulos

### Histórico por competição (2016 - 2024)
| Competição                   | P | T | J   | V   | E  | D  | A%     | GM  | GC  |
| ---------------------------- | - | - | --- | --- | -- | -- | ------ | --- | --- |
| Copa Libertadores da América | 7 | 5 | 39  | 32  | 5  | 2  | 86,32  | 137 | 15  |
| Campeonato Brasileiro        | 9 | 6 | 176 | 137 | 24 | 15 | 82,38  | 471 | 118 |
| Supercopa do Brasil          | 3 | 3 | 9   | 9   | 0  | 0  | 100,00 | 20  | 4   |
| Campeonato Paulista          | 9 | 4 | 145 | 117 | 17 | 12 | 84,59  | 492 | 89  |

P: Participações, T: Títulos, J: Jogos disputados, V: Vitórias, E: Empates, D: Derrotas, GM: Gols marcados, GC: Gols contra

## Elenco atual
Última atualização: 23 de abril de 2025.
Legenda
- : Capitã
- : Lesão